# Shūto Okaniwa
Shūto Okaniwa (japanisch 岡庭 愁人 Okaniwa Shūto; * 16. September 1999 in der Präfektur Saitama) ist ein japanischer Fußballspieler.

## Karriere
Okaniwa erlernte das Fußballspielen in der Jugendmannschaft vom FC Tokyo. Die U23-Mannschaft des Vereins spielte in der dritten Liga, der J3 League. Bereits als Jugendspieler absolvierte er 16 Drittligaspiele. 2018 wechselte er auf die Meiji-Universität. Von der Universität wurde er Anfang Juni 2021 wieder an den FC Tokyo ausgeliehen. Der Verein spielt in der ersten japanischen Liga. Sein Erstligadebüt gab Okaniwa am 23. Juni 2021 (19. Spieltag) im Heimspiel gegen Tokushima Vortis. Hier stand er in der Startelf und wurde nach der Halbzeitpause gegen Makoto Okazaki ausgewechselt. Im Januar 2022 verpflichtete ihn der FC Tokyo dann fest und lieh ihn ein halbes Jahr später an den Zweitligisten Ōmiya Ardija aus. Am Ende der Saison 2023 musste er mit dem Verein als Tabellenvorletzter in die dritte Liga absteigen. Nach dem Abstieg wechselte er zu Beginn der Saison 2024 im Februar 2024 ebenfalls auf Leihbasis zum Zweitligisten JEF United Ichihara Chiba. Hier bestritt er 30 Ligaspiele. Die Saison 2025 wurde er an den Zweitligisten Renofa Yamaguchi FC verliehen.